# لورا مالین
لورا مالین (زاده ۲۷ آوریل ۱۹۷۴) نویسنده و مشاور سرگرمی برزیلی-آمریکایی است. او در سال ۱۹۷۴ در ریودوژانیرو به دنیا آمد و تنها فرزند آنا ماریا بی مالین و مائورو مالین بود. هنگامی که او یک ساله بود، آنها به سانتا باربارا، کالیفرنیا، و سپس به پاریس نقل مکان کردند. آنها در سال ۱۹۷۹ به برزیل بازگشتند. لورا اولین کتاب (هنوز منتشر نشده) خود را در سال ۱۹۸۵ با عنوان «مورد فهرست پنجابی» نوشت تا به عنوان هدیه کریسمس به خانواده‌اش بدهد.
لورا مالین دو دختر به نام‌های لویزا (۲۰۰۱) و آلیس (۲۰۰۳) از رابطه اش با بازیگر برزیلی دانتون ملو دارد.